# 若狭ヘリポート
若狭ヘリポート（わかさヘリポート）は、福井県小浜市高塚にある公共用ヘリポートである。

## 概要
1989年に着工され、1991年から供用開始された。敷地面積は約3Ha。
送電線パトロール、農薬散布、物資輸送、旅客輸送、緊急輸送等に使用されている。2005年の着陸回数は公用38回、民間134回となっている。
北陸航空株式会社を経て、現在はE&WEST AVIATION株式会社が常駐している。同社はドクターヘリ・医療ヘリ・航空測量・VIP輸送を主たる業務にしている。

## アクセス
- 小浜駅（JR小浜線）から車で約8分[2]
- 東小浜駅から約1km 徒歩で約12分[2]
- 小浜IC（舞鶴若狭自動車道）から車で約4分[2]

## ギャラリー

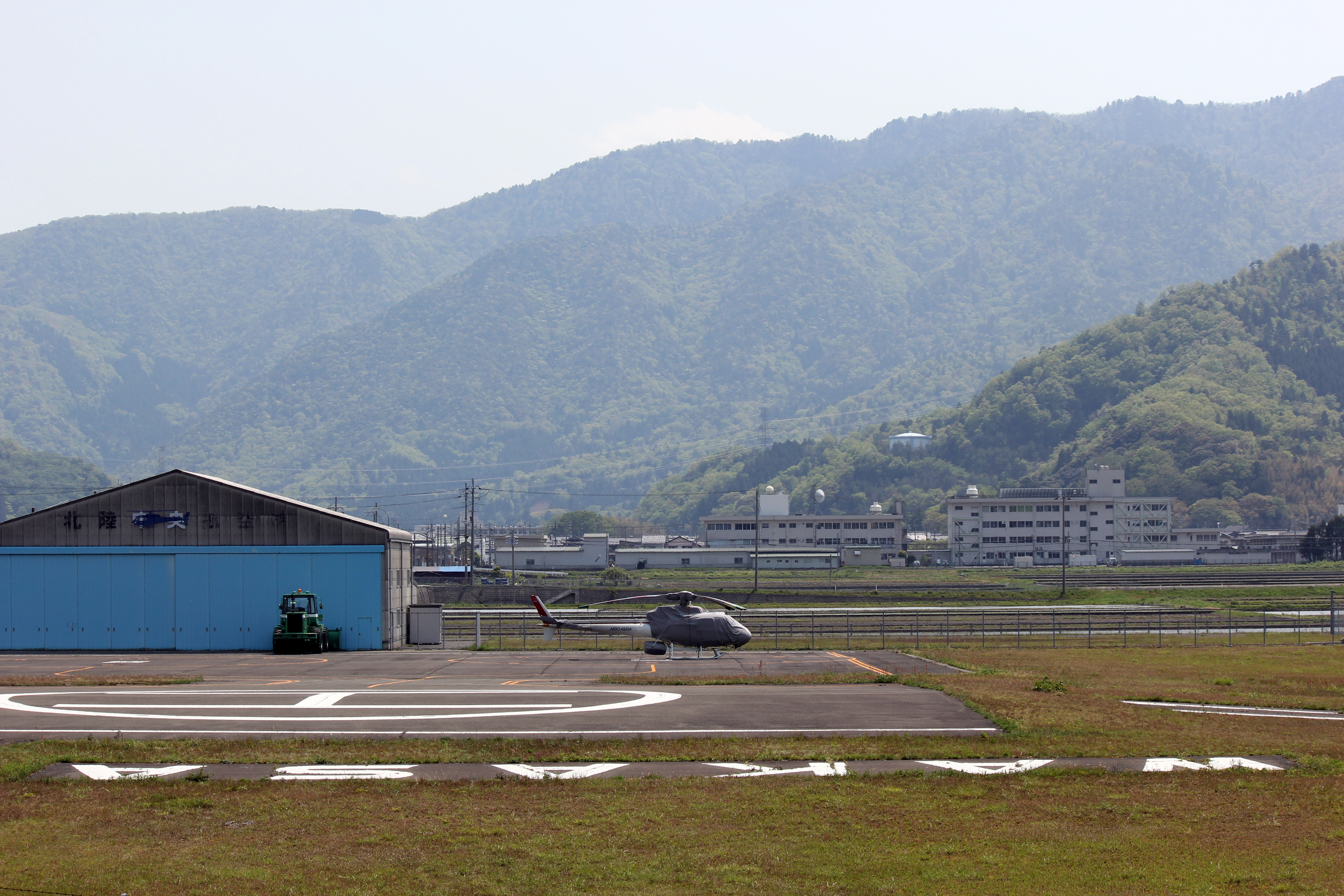
若狭ヘリポート